# Unité urbaine de Montargis
L'unité urbaine de Montargis est une unité urbaine française centrée sur les communes de Amilly, Châlette-sur-Loing et Montargis, une des sous-préfectures du Loiret, dans le département du Loiret, en région Centre-Val de Loire.

## Données générales
Dans le zonage réalisé par l'Insee en 1999, l'unité urbaine était composée de huit communes, ainsi que dans celui réalisé en 2010, toutes situées dans le département du Loiret, plus précisément dans l'arrondissement de Montargis. Au sein de cette unité urbaine, Montargis qui est la ville principale partage le statut de ville-centre avec Amilly et Châlette-sur-Loing qui ont des chiffres de population très proches.
Dans le nouveau zonage réalisé en 2020, elle est composée des huit mêmes communes.
En 2022, avec 57 407 habitants, elle représente la 2e unité urbaine du département du Loiret, après l'unité urbaine d'Orléans qui occupe le 1er rang départemental et est de plus la préfecture du département.
Dans la région Centre-Val de Loire où elle se situe, elle se positionne au 7e rang régional après l'unité urbaine de Châteauroux (6e rang régional) et avant l'unité urbaine de Dreux (8e rang régional).
En 2021, sa densité de population s'élève à 469 hab/km2, ce qui en fait une unité urbaine densément peuplée dans le département mais deux fois moins que celle d'Orléans, la préfecture du Loiret, dont la  densité s'élève à 993 hab/km2.
Par sa superficie, elle ne représente que 1,8 % du territoire départemental mais, par sa population, elle regroupe 8,35 % de la population du Loiret en 2021.

## Composition de l'unité urbaine en 2020
Elle est composée des huit communes suivantes :
| Nom                | Code Insee | Département | Statut       | Superficie (km2) | Population (dernière pop. légale) | Densité (hab./km2) | Modifier                                    |
| ------------------ | ---------- | ----------- | ------------ | ---------------- | --------------------------------- | ------------------ | ------------------------------------------- |
| Amilly             | 45004      | Loiret      | ville-centre | 40,26            | 13 432 (2022)                     | 334                | modifier les données · modifier les données |
| Châlette-sur-Loing | 45068      | Loiret      | ville-centre | 13,13            | 12 958 (2022)                     | 987                | modifier les données · modifier les données |
| Montargis          | 45208      | Loiret      | ville-centre | 4,46             | 14 819 (2022)                     | 3 323              | modifier les données · modifier les données |
| Cepoy              | 45061      | Loiret      | banlieue     | 8,52             | 2 346 (2022)                      | 275                | modifier les données · modifier les données |
| Conflans-sur-Loing | 45102      | Loiret      | banlieue     | 9,14             | 362 (2022)                        | 40                 | modifier les données · modifier les données |
| Corquilleroy       | 45104      | Loiret      | banlieue     | 13,96            | 2 840 (2022)                      | 203                | modifier les données · modifier les données |
| Pannes             | 45247      | Loiret      | banlieue     | 20,84            | 3 719 (2022)                      | 178                | modifier les données · modifier les données |
| Villemandeur       | 45338      | Loiret      | banlieue     | 11,55            | 6 931 (2022)                      | 600                | modifier les données · modifier les données |

## Évolution démographique
| 1968   | 1975   | 1982   | 1990   | 1999   | 2010   | 2015   | 2021   |
| ------ | ------ | ------ | ------ | ------ | ------ | ------ | ------ |
| 45 645 | 50 418 | 52 216 | 52 804 | 53 590 | 54 443 | 55 881 | 57 177 |

#### Données générales
- Unité urbaine
- Aire d'attraction d'une ville
- Liste des unités urbaines de France

#### Données démographiques en rapport avec l'unité urbaine de Montargis
- Aire d'attraction de Montargis
- Arrondissement de Montargis

#### Données démographiques en rapport avec le Loiret
- Démographie du Loiret